# Ariake (Tokio)

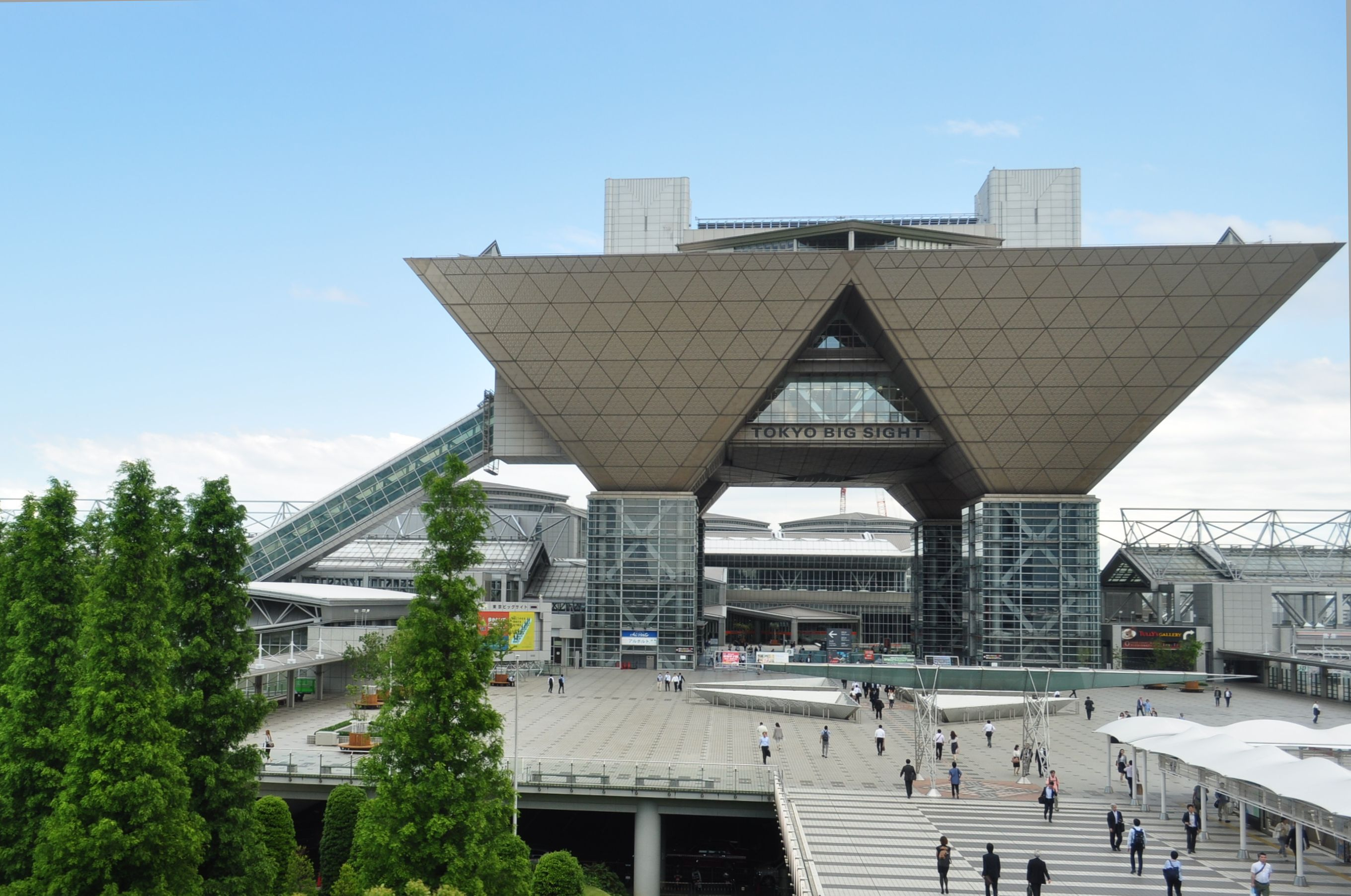
Tokyo Big Sight

Ariake (japanisch 有明) ist ein Stadtteil des Bezirks Kōtō (Kōtō-ku) der ostjapanischen Präfektur Tokio (Tōkyō-to). Er liegt im Süden Tokios auf Neulandgebiet an der Bucht von Tokio aus dem 20. Jahrhundert und ist neben Odaiba und Aomi Teil des Tōkyō rinkai fuku-toshin (東京臨海副都心 etwa „Küstensubzentrum von Tokio“). Ariake ist in vier chōme (nummerierte Stadtteilabschnitte) untergliedert, in denen laut Volkszählung 2015 insgesamt 8871 Einwohner auf 3,49 Quadratkilometern lebten. Die Postleitzahl von Ariake ist 135-0063.
In Ariake befinden sich unter anderem das Veranstaltungszentrum Tōkyō kokusai tenjijō („Internationale Ausstellungshalle Tokio“), besser bekannt unter dem Spitznamen Tokyo Big Sight, der Tennispark Ariake Tennis no Mori Kōen mit dem Ariake Coliseum und mehrere neu gebaute Wettkampfstätten der Olympischen Sommerspiele 2020: die Ariake Arena, die Ariake taisō-kyōgijō (有明体操競技場, „Turnhalle Ariake“, englisch Ariake Gymnastics Centre) und der nur temporär errichtete Ariake Urban Sports Park.
Ariake 4 im Süden bildet eine eigene Insel, auf der sich vor allem Hafenanlagen und Lagerhäuser befinden.